# Topología débil
Este artículo trata sobre la topología débil en un espacio vectorial normado. Para la topología débil inducida por una familia general de aplicaciones, véase topología inicial. Para la topología débil generada por una cobertura de un espacio, véase topología coherente.
En matemáticas, topología débil es un término alternativo para ciertas topologías iniciales, a menudo asociadas a espacios vectoriales topológicos o a espacios de aplicaciones lineales, como por ejemplo en un espacio de Hilbert. El término se usa más comúnmente para la topología inicial de un espacio vectorial topológico (como un espacio vectorial normado) con respecto a su dual continuo. El resto de este artículo abordará este caso, que es uno de los conceptos propios del análisis funcional.
Se pueden llamar subconjuntos de un espacio vectorial topológico débilmente cerrados (respectivamente, débilmente compactos, etc.) si son cerrados (respectivamente, compactos, etc.) con respecto a la topología débil. Del mismo modo, las funciones a veces se denominan débilmente continuas (respectivamente, débilmente diferenciables, débilmente analíticas, etc.) si son continuas (respectivamente, diferenciables, analíticas, etc.) con respecto a la topología débil.

## Historia
A principios del siglo XX, David Hilbert y Marcel Riesz hicieron un uso extensivo de la convergencia débil. Los primeros pioneros del análisis funcional no elevaron la convergencia de normas por encima de la convergencia débil y, a menudo, consideraron que la convergencia débil era preferible. En 1929, Banach introdujo la convergencia débil para espacios normados y también introdujo la convergencia *débil análoga. La topología débil también se llama topologie faible en francés y schwache Topologie en alemán.

## Las topologías débil y fuerte
Sea {\displaystyle \mathbb {K} } un cuerpo topológico, es decir, un cuerpo con una topología tal que la suma, la multiplicación y la división sean continuas. En la mayoría de las aplicaciones, {\displaystyle \mathbb {K} } será el cuerpo de los números complejos o el campo de los números reales con las topologías usuales.

### Topología débil con respecto a un emparejamiento
Tanto la topología débil como la topología *débil son casos especiales de una construcción más general para emparejamientos, que se describen a continuación.
El beneficio de esta construcción más general es que cualquier definición o resultado demostrado se aplica tanto a la topología débil como a la topología *débil, lo que hace redundante la necesidad de muchas definiciones, enunciados de teoremas y demostraciones. Esta es también la razón por la que la topología *débil también se denomina frecuentemente "topología débil", debido a que es solo un ejemplo de la topología débil en el marco de esta construcción más general.
Supóngase que (X, Y, b) es un emparejamiento de espacios vectoriales sobre un campo topológico {\displaystyle \mathbb {K} } (es decir, X y Y son espacios vectoriales sobre {\displaystyle \mathbb {K} } y b : X × Y → {\displaystyle \mathbb {K} } es un operador bilineal).
Notación. Para todo x ∈ X, denótese como b(x, •) : Y → {\displaystyle \mathbb {K} } la función lineal en Y definida por y ↦ b(x, y). De manera similar, para todo y ∈ Y, defínase b(•, y) : X → {\displaystyle \mathbb {K} } por x ↦ b(x, y).
Definición. La topología débil en X inducida por Y (y b) es la topología más débil en X, indicada por 𝜎(X, Y, b) o simplemente 𝜎(X, Y), lo que hace que todas las aplicaciones b(•, y) : X → {\displaystyle \mathbb {K} } sean continuas, como rangos de y sobre Y.
La topología débil en Y ahora se define automáticamente como se describe en el artículo sistema dual. Sin embargo, para mayor claridad, se define a continuación.
Definición. La topología débil en Y inducida por X (y b) es la topología más débil en Y, indicada por 𝜎(Y, X, b) o simplemente 𝜎(Y, X), lo que hace que todas las aplicaciones b(x, •) : Y → {\displaystyle \mathbb {K} } sean continuas, como rangos de x sobre X.
Si el cuerpo {\displaystyle \mathbb {K} } tiene un valor absoluto |⋅|, entonces la topología débil 𝜎(X, Y, b) en X es inducida por la familia de seminormas, py : X → {\displaystyle \mathbb {R} }, definida por
py(x) := |b(x, y)|
para todos los y ∈ Y y x ∈ X. Esto muestra que las topologías débiles son localmente convexas.
Supuesto. De ahora en adelante se asume que {\displaystyle \mathbb {K} } es el cuerpo de los números reales {\displaystyle \mathbb {R} } o el de los números complejos {\displaystyle \mathbb {C} }.

#### Dualidad canónica
Ahora considérese el caso especial donde Y es un subespacio vectorial del espacio dual de X (es decir, un espacio vectorial de funcionales lineales en X).
Existe un par, denotado por {\displaystyle (X,Y,\langle \cdot ,\cdot \rangle )} o {\displaystyle (X,Y)}, llamado emparejado canónico cuya aplicación bilineal {\displaystyle \langle \cdot ,\cdot \rangle } es la aplicación de evaluación canónica, definida por {\displaystyle \langle x,x'\rangle =x'(x)} para todos los {\displaystyle x\in X} y {\displaystyle x'\in Y}. Téngase en cuenta en particular que {\displaystyle \langle \cdot ,x'\rangle } es solo otra forma de indicar {\displaystyle x'}, es decir, {\displaystyle \langle \cdot ,x'\rangle =x'(\cdot )}.
Supuesto. Si Y es un subespacio vectorial del espacio dual de X, entonces se asume que están asociados con el emparejamiento canónico ⟨X, Y⟩.
En este caso, la topología débil en X (respectivamente, la topología débil en Y), denotada por 𝜎(X,Y) (respectivamente, por 𝜎(Y,X)) es la topología débil en X (respectivamente, en Y) con respecto al emparejamiento canónico ⟨X, Y⟩.
La topología σ(X,Y) es la topología inicial de X con respecto a Y.
Si Y es un espacio vectorial de funcionales lineales en X, entonces el dual continuo de X con respecto a la topología σ(X,Y) es precisamente igual a Y.(Rudin, 1991, Theorem 3.10)

#### Las topologías débil y *débil
Sea X un espacio vectorial topológico (EVT) sobre {\displaystyle \mathbb {K} }, es decir, X es un {\displaystyle \mathbb {K} } espacio vectorial equipado con una topología de modo que la suma de vectores y la multiplicación escalar sean continuos. Se recurre a la topología sobre X original o topología dada (se advierte al lector contra el uso de los términos "topología inicial" y "topología fuerte" para hacer referencia a la topología original, ya que estos ya tienen significados bien conocidos, por lo que usarlos puede causar confusión). Se puede definir una topología que puede ser diferente en X utilizando el espacio dual topológico o {\displaystyle X^{*}}, que consta de todos los funcionales lineales desde X al cuerpo base {\displaystyle \mathbb {K} } que son continuos con respecto a la topología dada.
Debe recordarse que {\displaystyle \langle \cdot ,\cdot \rangle } es la aplicación de evaluación canónica definida por {\displaystyle \langle x,x'\rangle =x'(x)} para todos los {\displaystyle x\in X} y {\displaystyle x'\in X^{*}}, donde en particular {\displaystyle \langle \cdot ,x'\rangle =x'(\cdot )=x'}.
Definición. La topología débil en X es la topología débil en X con respecto al emparajamiento canónico {\displaystyle \langle X,X^{*}\rangle }. Es decir, es la topología más débil en X, lo que hace que todas las aplicaciones {\displaystyle x'=\langle \cdot ,x'\rangle :X\to \mathbb {K} } sean continuas, ya que {\displaystyle x'} abarca a {\displaystyle X^{*}}.
Definición: la topología débil en {\displaystyle X^{*}} es la topología débil en {\displaystyle X^{*}} con respecto al emparejamiento canónico {\displaystyle \langle X,X^{*}\rangle }. Es decir, es la topología más débil en {\displaystyle X^{*}}, lo que hace que todas las aplicaciones {\displaystyle \langle x,\cdot \rangle :X^{*}\to \mathbb {K} } sean continuas, ya que x abarca a X. Esta topología también se denomina topología *débil.
A continuación se dan definiciones alternativas.

### Topología débil inducida por el espacio dual continuo
Alternativamente, la topología débil en un EVT X es la topología inicial con respecto a la familia {\displaystyle X^{*}}. En otras palabras, es la topología más gruesa en X tal que cada elemento de {\displaystyle X^{*}} sigue siendo una función continua.
Una subbase para la topología débil es la colección de conjuntos de la forma {\displaystyle \phi ^{-1}(U)}, donde {\displaystyle \phi \in X^{*}} y U son un subconjunto abierto del cuerpo base {\displaystyle \mathbb {K} }. En otras palabras, un subconjunto de X es abierto en la topología débil si y solo si puede escribirse como una unión (que puede ser infinita) de conjuntos, cada uno de los cuales es una intersección de un número finito de conjuntos de la forma {\displaystyle \phi ^{-1}(U)}.
Desde este punto de vista, la topología débil es la topología polar más gruesa.

### Convergencia débil
La topología débil se caracteriza por la siguiente condición: una red {\displaystyle (x_{\lambda })} en X converge en la topología débil al elemento x de X si y solo si {\displaystyle \phi (x_{\lambda })} converge a {\displaystyle \phi (x)} en {\displaystyle \mathbb {R} } o {\displaystyle \mathbb {C} } para todos los {\displaystyle \phi \in X^{*}}.
En particular, si {\displaystyle x_{n}} es una sucesión en X, entonces {\displaystyle x_{n}} converge débilmente con x si
{\displaystyle \varphi (x_{n})\to \varphi (x)}
cuando n → ∞ para todos los {\displaystyle \varphi \in X^{*}}. En este caso, se acostumbra escribir
{\displaystyle x_{n}{\overset {\mathrm {w} }{\longrightarrow }}x}
o algunas veces,
{\displaystyle x_{n}\rightharpoonup x.}

### Otras propiedades
Si X está equipado con una topología débil, entonces la suma y la multiplicación escalar siguen siendo operaciones continuas, y X es un espacio vectorial topológico localmente convexo.
Si X es un espacio normado, entonces el espacio dual {\displaystyle X^{*}} es en sí mismo un espacio vectorial normado utilizando la norma
{\displaystyle \|\phi \|=\sup _{\|x\|\leq 1}|\phi (x)|.}
Esta norma da lugar a una topología, denominada topología fuerte, en {\displaystyle X^{*}}, que es la topología de convergencia uniforme. Las topologías uniformes y fuertes son generalmente diferentes para otros espacios de aplicaciones lineales (véase más abajo).

## Topología *débil
La topología *débil es un ejemplo importante de topología polar.
Un espacio X se puede encajar en su doble dual X** mediante
{\displaystyle x\mapsto {\begin{cases}T_{x}:X^{*}\to \mathbb {K} \\T_{x}(\phi )=\phi (x)\end{cases}}}
Por lo tanto, {\displaystyle T:X\to X^{**}} es una aplicación lineal inyectiva, aunque no necesariamente sobreyectiva (los espacios para los cuales este embebido canónico es sobreyectivo se denominan reflexivos). La topología *débil en {\displaystyle X^{*}} es la topología débil inducida por la imagen de {\displaystyle T:T(X)\subset X^{**}}. En otras palabras, es la topología más gruesa tal que las aplicaciones Tx, definidas por {\displaystyle T_{x}(\phi )=\phi (x)} desde {\displaystyle X^{*}} hasta el cuerpo base {\displaystyle \mathbb {R} } o {\displaystyle \mathbb {C} } permanecen continuas.
Convergencia *débil
Una red {\displaystyle \phi _{\lambda }} en {\displaystyle X^{*}} es convergente a {\displaystyle \phi } en la topología *débil si converge puntualmente:
{\displaystyle \phi _{\lambda }(x)\to \phi (x)}
para todos los {\displaystyle x\in X}. En particular, una sucesión de {\displaystyle \phi _{n}\in X^{*}} converge a {\displaystyle \phi } siempre que
{\displaystyle \phi _{n}(x)\to \phi (x)}
para todos los x ∈ X. En este caso, se escribe
{\displaystyle \phi _{n}{\overset {w^{*}}{\to }}\phi }
cuando n → ∞.
La convergencia *débil a veces se denomina convergencia simple o convergencia puntual. De hecho, coincide con la convergencia puntual de funcionales lineales.

### Propiedades
Si X es un espacio localmente convexo separable (es decir, tiene un subconjunto denso numerable) y H es un subconjunto acotado por normas de su espacio dual continuo, entonces H dotado con la topología *débil (del subespacio) es un espacio topológico metrizable. Sin embargo, para espacios de dimensión infinita, la métrica no puede ser invariante respecto a la traslación. Si X es un espacio metrizable localmente convexo separable, entonces la topología *débil en el espacio dual continuo de X es separable.
Propiedades en espacios normados
Por definición, la topología *débil es más débil que la topología débil en {\displaystyle X^{*}}. Un hecho importante acerca de la topología *débil es el teorema de Banach-Alaoglu: si X está normado, entonces la bola unitaria cerrada en {\displaystyle X^{*}} es *débilmente compacta (de manera más general, el polar en {\displaystyle X^{*}} de un entorno de 0 en X es *débilmente compacto). Además, la bola unitaria cerrada en un espacio normado X es compacta en la topología débil si y solo si X es reflexivo.
En términos más generales, sea F un cuerpo valorado localmente compacto (por ejemplo, los números reales, los números complejos o cualquiera de los sistemas numéricos p-ádicos). Sea X un espacio vectorial topológico normado sobre F, compatible con el valor absoluto en F. Entonces, en {\displaystyle X^{*}} (el espacio topológico dual de X de los funcionales lineales continuos con valores F en X), todas las bolas de norma cerrada son compactas en la topología *débil.
Si X es un espacio normado, se cumple una versión del teorema de Heine-Borel. En particular, un subconjunto del dual continuo es *débil compacto si y solo si es *débil cerrado y acotado por normas. Esto implica, en particular, que cuando X es un espacio normado de dimensión infinita, entonces la bola unitaria cerrada en el origen en el espacio dual de X no contiene ningún entorno de 0 *débil (ya que cualquiera de estas vecindades es ilimitada en cuanto a normas). Por lo tanto, aunque las bolas de norma cerrada son compactas, X* no es localmente compacto *débil.
Si X es un espacio normado, entonces X es separable si y solo si la topología *débil en la bola unitaria cerrada de {\displaystyle X^{*}} es metrizable, en cuyo caso la topología *débil es metrizable en subconjuntos acotados por normas de {\displaystyle X^{*}}. Si un espacio normado X tiene un espacio dual que es separable (con respecto a la topología de la norma dual), entonces X es necesariamente separable. Si X es un espacio de Banach, la topología *débil no es metrizable en todo {\displaystyle X^{*}} a menos que X sea de dimensión finita.

## Ejemplos

### Espacios de Hilbert
Considérese, por ejemplo, la diferencia entre convergencia fuerte y débil de funciones en un espacio de Hilbert L2({\displaystyle \mathbb {R} ^{n}}). La convergencia fuerte de una sucesión {\displaystyle \psi _{k}\in L^{2}(\mathbb {R} ^{n})} con un elemento ψ significa que
{\displaystyle \int _{\mathbb {R} ^{n}}|\psi _{k}-\psi |^{2}\,{\rm {d}}\mu \,\to 0}
cuando k → ∞. Aquí, la noción de convergencia corresponde a la norma en L2.
Por el contrario, una convergencia débil solo exige que
{\displaystyle \int _{\mathbb {R} ^{n}}{\bar {\psi }}_{k}f\,\mathrm {d} \mu \to \int _{\mathbb {R} ^{n}}{\bar {\psi }}f\,\mathrm {d} \mu }
para todas las funciones f ∈ L2 (o, más típicamente, todas las f en un conjunto denso de L2, como un espacio de funciones de prueba, si la sucesión {ψk} está acotada). Para funciones de prueba dadas, la noción relevante de convergencia solo corresponde a la topología utilizada en {\displaystyle \mathbb {C} }.
Por ejemplo, en el espacio de Hilbert L2(0,π), la sucesión de funciones
{\displaystyle \psi _{k}(x)={\sqrt {2/\pi }}\sin(kx)}
forma una base ortonormal. En particular, el límite (fuerte) de {\displaystyle \psi _{k}} cuando k → ∞ no existe. Por otro lado, según el lema de Riemann-Lebesgue, el límite débil existe y es cero.

### Distribuciones
Normalmente se obtienen espacios de distribuciones formando el dual fuerte de un espacio de funciones de prueba (como las funciones suaves soportadas de forma compacta en {\displaystyle \mathbb {R} ^{n}}). En una construcción alternativa de tales espacios, se puede tomar el dual débil de un espacio de funciones de prueba dentro de un espacio de Hilbert como L2. Por lo tanto,  es obligado considerar la idea de un espacio de Hilbert equipado.

### Topología débil inducida por el dual algebraico
Supóngase que X es un espacio vectorial, y que X# es el espacio dual de X (es decir, el espacio vectorial de todos los funcionales lineales en X). Si X está dotado de la topología débil inducida por X#, entonces el espacio dual continuo de X es X#, cada subconjunto acotado de X está contenido en un subespacio vectorial de dimensión finita de X, cada subespacio vectorial de X es cerrado y tiene un subespacio complementado.

## Topologías de operadores
Si X y Y son espacios vectoriales topológicos, el espacio L(X,Y) de operadores lineales continuos f : X → Y puede llevar asociadas diferentes topologías posibles. La denominación de dichas topologías depende del tipo de topología que se utilice en el espacio objetivo Y para definir la convergencia del operador. En general, existe una amplia gama de topologías de operadores posibles sobre L(X,Y), cuya denominación no es del todo intuitiva.
Por ejemplo, la topología de operador fuerte en L(X,Y) es la topología de convergencia puntual. Otro ejemplo: si Y es un espacio normado, entonces esta topología está definida por las seminormas indexadas por x ∈ X:
{\displaystyle f\mapsto \|f(x)\|_{Y}.}
De manera más general, si una familia de seminormas Q define la topología en Y, entonces las seminormas pq, x en L(X,Y) que definen la topología fuerte vienen dadas por
{\displaystyle p_{q,x}:f\mapsto q(f(x)),}
indexado por q ∈ Q y x ∈ X.
En particular, consúltese topología de operador débil y topología de operador *débil.